# توماش تیندیک
توماش تیندیک (لهستانی: Tomasz Tyndyk؛ ‏ زادهٔ ۱۴ فوریه ۱۹۷۵) بازیگر و عکاس اهل لهستان است.
از فیلم‌ها یا مجموعه‌های تلویزیونی که وی در آن‌ها نقش داشته است، می‌توان به جهان به روایت خانواده کیپسکی، ع چون عشق، جادوگر، در خوشی و سختی، پدر متیو، هتل ۵۲، کمیسر آلکس، قانون حقیقی، تله، اوشیتسکا، چشمانت را باز کن، عزم راسخ ایرنا، ایالات متحده عشق، آخر هفته و پیانیست اشاره نمود.